# 大張村
大張村（おおはりむら）は、昭和29年（1954年）まで宮城県伊具郡の阿武隈川西岸にあった村。現在の丸森町大張大蔵・大張川張にあたる。

## 地理
- 山：砂山 (274m)
- 河川：阿武隈川

## 沿革
- 明治22年（1889年）4月1日 - 町村制施行にともない、大蔵村と川張村が合併して大張村が発足。
- 昭和29年（1954年）12月1日 - 丸森町・金山町・大内村・耕野村・小斎村・舘矢間村・筆甫村と合併し、新制の丸森町となる。

## 行政

### 歴代村長
| 代 | 氏名       | 就任                       | 退任                       | 備考 |
| -- | ---------- | -------------------------- | -------------------------- | ---- |
| 1  | 山本美雄   | 明治22年（1889年）4月23日  | 明治28年（1895年）3月28日  |      |
| 2  | 山本健治   | 明治28年（1895年）4月1日   | 明治28年（1895年）4月10日  |      |
| 3  | 佐藤清     | 明治28年（1895年）4月16日  | 明治31年（1898年）1月19日  |      |
| 4  | 佐藤清助   | 明治31年（1898年）3月23日  | 明治32年（1899年）1月30日  |      |
| 5  | 佐藤右膳   | 明治32年（1899年）3月24日  | 明治32年（1899年）5月15日  |      |
| 6  | 佐藤久平   | 明治32年（1899年）8月29日  | 明治44年（1911年）2月27日  |      |
| 7  | 佐藤嘉助   | 明治44年（1911年）3月17日  | 大正12年（1923年）3月16日  |      |
| 8  | 原田敬也   | 大正12年（1923年）3月23日  | 昭和2年（1927年）9月15日   |      |
| 9  | 高橋峻平   | 昭和2年（1927年）9月16日   | 昭和2年（1927年）10月3日   |      |
| 10 | 佐藤弘     | 昭和2年（1927年）10月16日  | 昭和4年（1929年）4月23日   |      |
| 11 | 村上三雄吉 | 昭和4年（1929年）4月29日   | 昭和8年（1933年）4月28日   |      |
| 12 | 原田敬也   | 昭和8年（1933年）4月29日   | 昭和10年（1935年）7月25日  | 再任 |
| 13 | 大槻徳治   | 昭和10年（1935年）11月3日  | 昭和21年（1946年）10月23日 |      |
| 14 | 宍戸新吾   | 昭和21年（1946年）10月23日 | 昭和23年（1948年）9月8日   |      |
| 15 | 原田敬也   | 昭和23年（1948年）10月28日 | 昭和25年（1950年）5月25日  | 三任 |
| 16 | 佐藤万     | 昭和25年（1950年）7月11日  | 昭和29年（1954年）11月30日 |      |

## 防災
- 大張村消防団
  - （組織体制）2分団5班で構成。
  - （団員数）80名
  - （装備）当時の装備は動力消防ポンプ1台、手押し腕用消防ポンプ4台であった。

## 教育
- 大張村立大張小学校
- 大張村立大張中学校